# Janick Lavoie
Pour les articles homonymes, voir Lavoie.
Janick Lavoie est né le 28 juin 1973 à Drummondville. Il est l'un des fondateurs du groupe de musique Guérilla.
Il réalise aussi des courts-métrages. Son court-métrage Hébron: ville fermée a remporté en 2005 le prix du public à Agora Jeunes citoyens. Il est membre de Kino depuis 2003.